# Idolum
Idolum è il quinto album pubblicato dalla metal-band italiana Ufomammut per la Supernatural Cat.

## Descrizione
L'album presenta uno stile maggiormente doom metal, con sonorità più cupe, un'ossessiva ripetizione del riff e una stratificazione dei suoni. Vi sono anche artisti ospiti: Rose Kemp (Ammonia) e Lorenzer dei Lento.
Secondo Marco Biasio di Metallus.it il disco «è come uno tsunami. Arriva, demolisce tutto ciò che si trova sul proprio cammino, e poi si ritira, non senza i disastrosi effetti provocati dal reflusso. I pochi sopravvissuti non fanno in tempo a gioire per la loro abilità, che ecco sopraggiungere un'altra ondata, e poi ancora una, fino a che l'impatto non si assesta del tutto. Per terra solo morte, rovine e desolazione».

## Tracce
1. Stigma – 7:12
2. Stardog – 5:41
3. Hellectric – 6:01
4. Ammonia – 7:10
5. Nero – 8:33
6. Destroyer – 4:03
7. Void/Elephantom – 27:20